# 穆拉河 (西班牙)

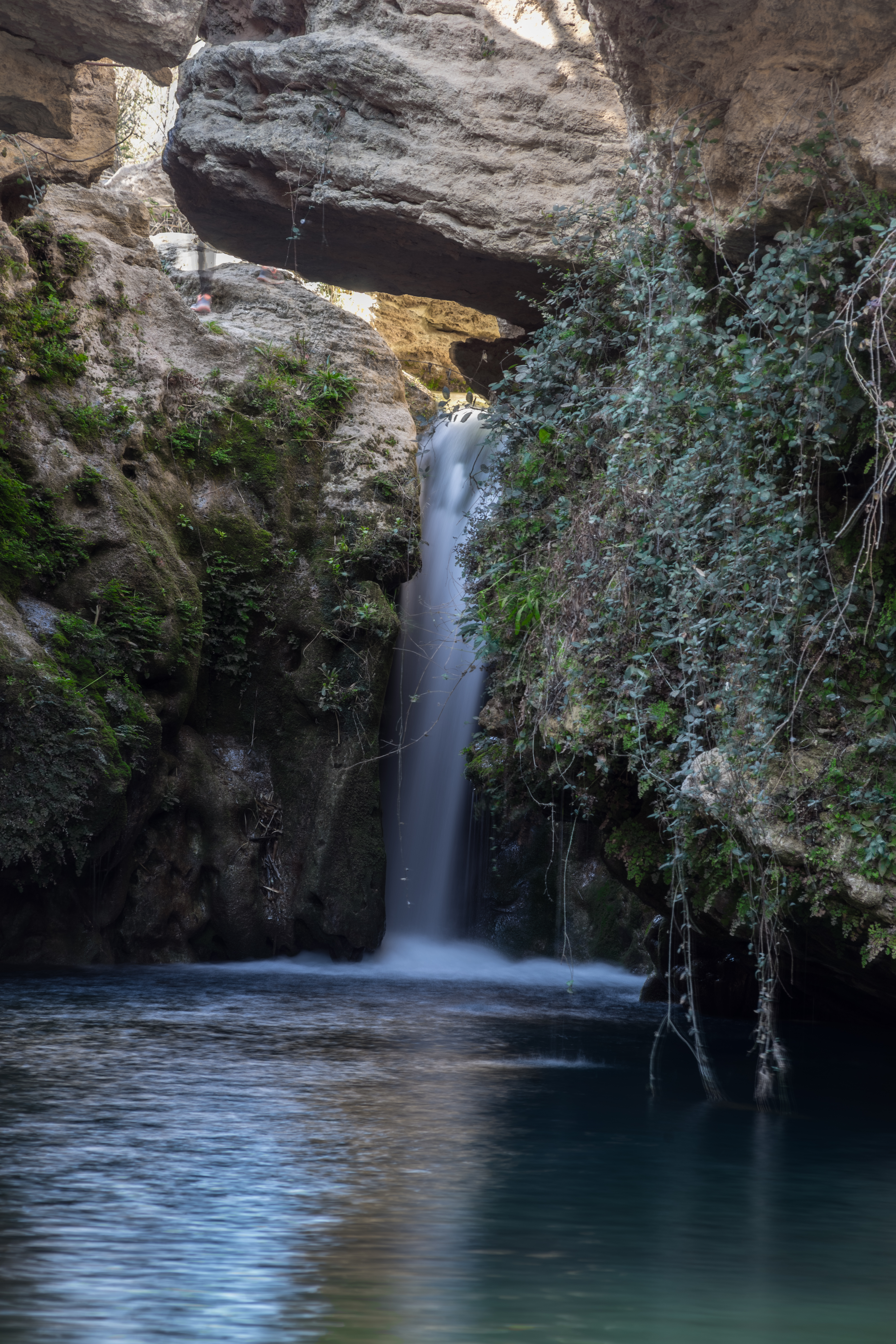
穆拉河及瀑布

穆拉河（西班牙語：Río Mula）是西班牙的河流，位於伊比利亞半島，屬於塞古拉河的右支流，發源自布拉亞斯，河道全長64公里，流域面積659平方公里，平均流量每秒5.3立方米。